# پووا د سانتا ایریا
شهر پووا د سانتا ایریا (به پرتغالی: Póvoa de Santa Iria) در ویلا فرانکا د شیرا در کشور پرتغال واقع شده‌است. جمعیت این شهر ۲۸٬۰۰۰ نفر است. در تاریخ ۲۴ ژوئن ۱۹۹۹ به عنوان شهر شناخته شد.